# Promazyna
Promazyna – organiczny związek chemiczny, alifatyczna pochodna fenotiazyny, stosowana jako lek przeciwpsychotyczny.

## Mechanizm działania
Wywiera znaczne działanie uspokajające, działa także przeciwwymiotnie. Promazyna jest antagonistą receptorów dopaminowych, a także jak inne neuroleptyki hamuje przewodnictwo nerwowe w układzie limbicznym i nigro-striatalnym. Wywiera słaby wpływ na układ wegetatywny i pozapiramidowy, blokuje receptory α1-adrenergiczne, receptory histaminowe H1 oraz receptory muskarynowe.

## Farmakokinetyka
Dobre wchłanianie zarówno po podaniu doustnym, jak i domięśniowym. Promazyna jest metabolizowana w wątrobie, a nieczynne metabolity są wydalane przez nerki lub z kałem. Przenika przez łożysko i do pokarmu kobiecego.

## Działania niepożądane
Zwiększa wydzielanie prolaktyny. Rzadziej niż inne neuroleptyki powoduje zaburzenia pozapiramidowe.

## Zastosowanie
- psychozy wieku starczego szczególnie z pobudzeniem
- inne psychozy (rzadko stosowana w schizofrenii)
- objawowe leczenie nudności i wymiotów (rzadko)

## Przeciwwskazania
- nadwrażliwość na lek i inne pochodne fenotiazyny
- zatrucia lekami o działaniu depresyjnym na ośrodkowy układ nerwowy
- przebyty złośliwy zespół neuroleptyczny
- niewydolność wątroby
- ciąża i laktacja (Kategoria C)

## Dawkowanie
Dorośli doustnie
- początkowo 50–75 mg na dobę
- dawka optymalna 300–800 mg na dobę w dawkach podzielonych
- maksymalna dawka 1 g na dobę w dawkach podzielonych
- leczenie podtrzymujące 50–150 mg na dobę